# تفجير حي الراشدين 2017
وقع تفجير حي الراشدين 15 أبريل 2017 في منطقة الراشدين التي تسيطر عليها الفصائل المعارضة غرب مدينة حلب. عندما استهدفت سيارة مفخخة تجمعاً للخارجين من بلدتي كفريا و‌الفوعة الذين تم إخلائهم في إطار اتفاق مقابل إخلاء سكان الزبداني و‌مضايا. وفقا للمرصد السوري لحقوق الإنسان ارتفع عدد القتلى إلى 126 على الأقل وعشرات الجرحى. تم الإبلاغ عن مقتل 68 طفلاً. وقد قتل في التفجير أيضاً العديد من مقاتلي المعارضة السورية الذين كانوا يحرسون الحافلات في موقع التفجير.

## تفاصيل
قرابة الساعة الرابعة عصرا من يوم السبت، استهدف تفجير انتحاري حافلات كانت تقل على متنها خمسة آلاف شخص، بينهم 1300 مقاتل، تم إجلاؤهم الجمعة من بلدتي الفوعة و‌كفريا الشيعيتين اللتان كان ينتشر فيهما عناصر من الجيش السوري.
ووقع التفجير غداة إجلاء هؤلاء إلى جانب 2200 آخرين، بينهم نحو 400 مقاتل من بلدتي مضايا و‌الزبداني في إطار اتفاق بين الحكومة السورية والفصائل المعارضة.
وتوقفت 75 حافلة من الفوعة وكفريا أكثر من 35 ساعة في منطقة الراشدين. كما انتظرت نحو 65 حافلة من مضايا والزبداني نحو 20 ساعة في منطقة الراموسة التي تسيطر عليها قوات النظام قرب مدينة حلب أيضا. وكان أهالي كفريا والفوعة في طريقهم إلى الانتقال للمناطق التي يسيطر عليها النظام السوري في حلب، ضمن صفقة تبادل تسمح بخروج مسلحي المعارضة وأسرهم من بلدتي مضايا والزبداني المحاصرتين من قبل قوات النظام السوري.
ويذكر أن السيارة المفخخة التي أدت إلي هذا التفجير كان يفترض أن تكون محملة بمواد غذائية، وكانت قد أدخلت إلى مكان وقوف الحافلات وسيارات الإسعاف. وفقًا لبعض الصحفيين، كانت السيارة توزع رقائق البطاطس لجذب الأطفال.

## المنفذ
ادعى شخص أطلق على نفسه «أبو الوليد الإدلبي» مسؤوليته عن التفجير الذي طال الحافلات، وذلك في تسجيلٍ صوتي. وفي التسجيل هدّد الإدلبي المذكور وتوَّعد أهالي بلدتي الفوعة وكفريَّا الذين شملهم الاتفاق بين الحكومة السورية والفصائل المعارضة، فوصفهم بـ«الكلاب» قائلًا أنه ينوي قتلهم ومن كان يُرافقهم من المُسلحين. وأكَّد أنَّ أي سيَّارة أو حافلة سوف تمر سيتم تفجيرها بمن فيها بعد تلغيم الطريق. كما هاجم الإدلبي الفصائل المُسلَّحة المُعارضة التي شاركت في تلك التسوية واتهمها بِقبض الأموال من الدُول الراعية لِلاتفاق. ونبَّه سيَّارات الهلال الأحمر بعدم المُرور أو المُشاركة في عملية إخراج المدنيين والأهالي تحت طائلة التفجير.

## ردود الفعل

### المحلية
- سوريا: لفتت وزارة الخارجية السورية في رسالتين إلى الأمين العام للأمم المتحدة ورئيس مجلس الأمن أن “التفجير الإرهابي الذي استهدف أهالي كفريا والفوعة يتزامن مع الحملة المسعورة للجماعات الإرهابية المسلحة ومشغليها وانكشاف إفلاسهم أمام نجاح المصالحات الوطنية التي يتم إنجازها بشكل مستمر”[17] وقالت الوزارة: “ومن الملاحظ أن بعض الدول التي تزعم انها من دعاة حقوق الإنسان وتحرص على حياة المواطنين السوريين قد كشفت مرة أخرى عن حقيقة سياساتها التي تدعم القتل والدمار عندما صمتت صمت القبور وفشلت في إدانة هذا التفجير الذي لا يمكن اعتباره الا جريمة حرب وجريمة ضد الإنسانية واستكمالا للعدوان الأمريكي الغادر وغير المبرر على قاعدة الشعيرات الجوية السورية”.[18]
- المعارضة السورية: اتهمت النظام السوري بافتعال التفجير وقالت إن السيارة المفخخة قدمت من مناطق تسيطر عليها قوات النظام. وتخشى قوات المعارضة من عمليات انتقامية ضد المدنيين المُهجّرين من مدينتي الزبداني و‌مضايا.[19]
- حركة أحرار الشام الإسلامية: أدانت التفجير وأصدرت بيانا صحفيا جاء فيه: «في قرابة الساعة الثالثة والنصف من مساء اليوم السبت 15-4-2017 وقع انفجار استهدف سيارات الحماية المرافقة لحافلات نقل أهالي الفوعة وكفريا المتوقفة في منطقة الراشدين في حلب، مما أدى إلى استشهاد العديد من الثوار الذين كانوا يقومون بتأمين عملية التبادل ووقوع العديد من الضحايا من أهالي كفريا والفوعة وإلحاق الضرر بعدد من الحافلات.» كما أعلنت جاهزيتها للمساهمة بتحقيق دولي حول الحادثة.[20]

### الدولية
- العراق، أدانت الخارجية العراقية العمل الإرهابي وأكدت وقوف العراق إلى جانب الشعب السوري ودعت المجتمع الدولي إلى «إظهار الجديّة في حل المشكلة السورية سلمياً بعيداً من سعي بعض الدول لتحقيق مصالحها السياسية على حساب معاناة وآلام العزيزة سوريا وشعبها الكريم».[21]
- إيران، أدان المتحدث باسم وزارة الخارجية الايرانية بهرام قاسمي بشدة الجريمة الرهيبة ضد الاهالي العزل لبلدتي كفريا والفوعة السوريتين معربا عن تضامنه مع الحكومة والشعب السوريين وذوي شهداء هذه المجزرة المريرة والمستنكرة. وأكد أن «هذه الجريمة الجبانة للارهابيين التكفيريين التي يندى لها الجبين في الهجوم الانتحاري على حافلات أهالي الفوعة وكفريا المحاصرين وقتل عشرات النساء والأطفال الأبرياء والعزل هو صفحة بشعة جديدة تضاف إلى السجل المشؤوم للإرهابيين وحماتهم».[22]
- ألمانيا، أدانت ألمانيا التفجير وطالبت بحل سياسي للأزمة السورية، وقالت إنّ «ما حدث في الراشدين أمر مروع للغاية وقلوبنا مع ضحايا كفريا والفوعة وأهاليهم».[21]
- الأمم المتحدة، إدان أنطونيو غوتيريس الأمين العام للأمم المتحدة التفجير وطالب بملاحقة ومحاسبة الفاعلين. ودعا جميع الأطراف إلى تأمين سلامة الأهالي الذين يتم إجلاؤهم.[21]
- فرنسا، وأدانت فرنسا بشدة التفجير الإرهابي علی لسان المتحدث باسم وزارة الخارجية الفرنسية مضيفا إن “الهجمات على المدنيين غير مقبولة أيا كان منفذوها وأنه يجب محاسبة المسؤولين عن هذه الجرائم المشينة قضائيا وحماية الأفراد الذين يجري إجلاؤهم والاحترام الصارم للقانون الإنساني الدولي”.[23]
- إسبانيا، وفي بيان أصدرته وزارة الخارجية الإسبانية أدانت الحكومة الإسبانية بشدة التفجير الإرهابي وأكدت علي ضرورة الحلّ السياسي للأزمة في سورية عبر الحوار تماشيا مع القرارات الدولية وعبرت عن “أحر التعازي وأعمق مشاعر التضامن مع أسر وعائلات ضحايا التفجير الإرهابي”.[24]